# Saint-Vaast-de-Longmont
Saint-Vaast-de-Longmont település Franciaországban, Oise megyében. Lakosainak száma 647 fő (2022. január 1.). Saint-Vaast-de-Longmont Saintines, Néry, Raray és Verberie községekkel határos.

## Népesség
A település népessége az elmúlt években az alábbi módon változott:
| Lakosok száma | 626  | 642  | 651  | 647  | 643  | 639  | 633  | 640  | 647  |
|               | 2013 | 2015 | 2016 | 2017 | 2018 | 2019 | 2020 | 2021 | 2022 |